# Buszyno
Buszyno [buˈʂɨnɔ] (tiếng Đức: Bussin)  là một ngôi làng thuộc khu hành chính của Gmina Polanów, thuộc quận Koszalin, West Pomeranian Voivodeship, ở phía tây bắc Ba Lan. Nó nằm khoảng 12 kilômét (7 mi) phía bắc Polanów, 35 km (22 mi) phía đông Koszalin và 165 km (103 mi) về phía đông bắc của thủ đô khu vực Szczecin.
Ngôi làng có dân số 130 người.